# Глибока (Юргамиський район)
Глибо́ка (рос. Глубокая) — присілок у складі Юргамиського району Курганської області, Росія. Входить до складу Скоблінської сільської ради.
Населення — 42 особи (2010, 60 у 2002).